# 刘猴镇
刘猴镇，是中华人民共和国湖北省襄阳市宜城市下辖的一个乡镇级行政单位。

## 行政区划
刘猴镇下辖以下地区：
刘猴社区、李当社区、董集社区、刘猴村、陈湾村、长乐村、党畈村、猴当村、云台村、黄金村、洪岗村、杨湾村、石河村、前程村、三里村、杨李村、新当村、邓冲村、团山村、钱湾村、赵咀村和胡坪村。